# Manuel Català i Calzada
Manuel Català i Calzada (Cassà de la Selva, 19 de gener de 1841 - Girona, 4 de desembre de 1923) va ser un advocat, polític i bibliotecari català.
El 1869 va intentar restaurar la Universitat de Girona, i arribà a ser catedràtic de Teoria de procediment, bibliotecari i degà de la facultat de dret d'aquesta universitat. També fou alcalde de Girona en dues etapes, entre els anys 1899 i 1903, i entre 1907 i 1909. El novembre de 1909 fou nomenat jutge municipal de la ciutat de Girona.